# KGBestia
KGBestia (Anatoli Knyazev) es un supervillano que aparece en los cómics publicados por DC Comics. Creado por Jim Starlin y Jim Aparo, el personaje apareció por primera vez como un adversario de Batman.
KGBestia ha aparecido en numerosas series y películas. Anatoli apareció en su primera adaptación en vivo como miembro recurrente del elenco en la serie de televisión Arrowverso de The CW Arrow, interpretado por David Nykl. Anatoli también apareció como antagonista secundario y secuaz de Lex Luthor en la película de DC Extended Universe Batman v Superman: Dawn of Justice (2016) interpretado por Callan Mulvey.

## Historial de publicaciones
KGBestia apareció por primera vez en (marzo de 1988) y fue creado por Jim Starlin y Jim Aparo.

## Biografía ficticia del personaje

### Historia
Anatoli Knyazev, cuyo nombre código es "la Bestia" y en la CIA se lo conoce como "KGBestia", es entrenado como asesino por "The Hammer", una célula ultrasecreta de la KGB. Además de ser el maestro de varias artes marciales, su fuerza se mejora cibernéticamente y también domina el uso de todas las armas mortales conocidas. En el momento de su primera aparición, se rumorea que mató al menos a 200 personas.

### Primera aparición
La Bestia hizo su primera aparición en la historia, "Ten Nights of The Beast" Batman # 417 (marzo de 1988), que luego se reimprimió como un libro de bolsillo comercial del mismo nombre. Fue escrito por Jim Starlin y dibujado por Jim Aparo y Mike DeCarlo.
El General de Hammer, enojado porque el gobierno soviético está trabajando para mejorar las relaciones con los Estados Unidos, envía a Knyazev en una misión para matar a 10 funcionarios estadounidenses de alto rango en un intento de paralizar el programa Iniciativa de Defensa Estratégica. Estos incluyen científicos, administradores civiles, figuras militares y políticos, el último de los cuales es el entonces Presidente de los EE. UU., Ronald Reagan, que tiene previsto visitar Gotham City.
A pesar de los mejores esfuerzos de Batman, la Bestia elimina casi todos sus objetivos. En particular, muestra su crueldad al envenenar un banquete completo, matando a más de 100 personas, solo para asegurarse de que su objetivo muera.
Cuando Batman finalmente se enfrenta a la Bestia en un combate cuerpo a cuerpo, la Bestia gana rápidamente la ventaja, en ese momento, demuestra ser mejor que Batman tanto en la planificación táctica como en el enfrentamiento. Sin embargo, al no darse cuenta de que tenía ventajas sobre Batman en habilidades, la Bestia huye porque cree que Batman tiene contingencias basadas en la reputación del héroe, pierde la oportunidad de matar a Batman ya que el Caballero de la Noche mejoró sus habilidades desde entonces.
Durante la revancha entre los dos, Batman atrapa la muñeca izquierda de la Bestia con el Baticinturón. En lugar de ser capturado, la Bestia agarra un hacha cercana y corta la mano restringida. La Bestia rápidamente reemplaza la extremidad con un arma cibernética, fabricada por uno de los principales traficantes de armas de Gotham.
Antes del enfrentamiento final entre Batman y la Bestia, el agente de la CIA Ralph Bundy le recuerda a Batman que, si la Bestia es capturada con vida, tendrá que ser entregada a los soviéticos y probablemente escapará de la justicia. Sabiendo esto, Batman, después de frustrar el intento de asesinato de la Bestia contra Reagan, destruye el brazo armado de la Bestia, lo atrae a las alcantarillas y luego lo acorrala en una habitación subterránea. La Bestia invita a Batman a luchar contra él hasta la muerte, pero Batman cierra la habitación con llave y entierra vivo al asesino.
En la historia posterior, Batman: año tres, Batman señala que luego se puso en contacto con la policía para recoger al villano sometido.

### Apariciones posteriores
Sin embargo, la Bestia escapa y se esconde, desde donde ve disolverse la Unión Soviética. Su protegido, el NKVDemon, aparece en Rusia, pero es asesinado por el aliado de Batman, el detective de la policía soviética Nikita Krakov. La Bestia se convierte en un supervillano tradicional, participando en un esquema de falsificación y teniendo implantes cibernéticos adicionales insertados en su cuerpo. El lucha contra Robin y la Cazadora, pero finalmente es derrotado por el Rey Serpiente. Más tarde adquiere una pequeña bomba nuclear que usa para amenazar a Gotham City. Es derrotado por Robin y finalmente encerrado en la Penitenciaría de Blackgate.
En la historia de No Man's Land, la Bestia aparece como un secuaz de Lock-Up, durante el mandato de este último como guardián no oficial de Blackgate.

#### Un año después
Un año después de los eventos de Crisis infinita, la Bestia es arrojada desde un techo por un hombre que se cree que es Dos-Caras, después de que la Bestia falla en un asesinato. Su cuerpo sin vida es encontrado más tarde por la policía, su muerte causada por dos disparos en la cabeza. Dos-Caras aparece ser inocente del asesinato; el asesino parece ser el Tally Man, contratado por el Gran Tiburón Blanco. El cuerpo de la Bestia es robado más tarde por un grupo misterioso que está reanimando cadáveres y convirtiéndolos en soldados zombis. Su cabeza se muestra flotando en un tanque con varios soportes vitales dispositivos, lo que indica que volverá en algún momento en el futuro.

#### Blackest Night
Como parte del arco de la historia de Blackest Night, el cadáver de KGBestia es reanimado por un anillo de poder negro y reclutado para Black Lantern Corps durante la miniserie Blackest Night: Batman. Utiliza su anillo para formar una construcción de energía negra de su brazo armado.

#### Post-Flashpoint
Como parte de New 52, el personaje obtiene una nueva historia de fondo en New Suicide Squad #2 (octubre de 2014). KGBestia/Comandante Anatoli Knyazev es ciudadano de la URSS hasta que se disuelva. Es entrenado por Boris Ulyanov/Hammer, así como por otros como Kanto, y domina varias formas de artes marciales. Además, adquiere habilidades cibernéticas que aumentan su fuerza. Lucha contra el Escuadrón Suicida como un soldado militar ruso. Después de perder muchas veces, se convierte en miembro del Escuadrón Suicida.

### DC Renacimiento
En DC Rebirth, KGBestia ahora es simplemente La Bestia. Se le describe como uno de los mejores asesinos a sueldo del mundo, que anteriormente trabajó para el gobierno de los EE. UU. y, por lo general, es exclusivo de Washington D. C.. Su logotipo es un símbolo 666. Él tiene su propia isla privada construida con el propósito de llevar allí a sus enemigos capturados y enfrentarlos en una cacería a muerte, libre de cualquier jurisdicción nacional. El es contratado por Pingüino, Máscara Negra y Gran Blanco para matar a Batman y Dos-Caras después de que este último amenaza con liberar su colección de datos de chantaje al mundo. Anatoli es visto por última vez cuando, para evitar que mate a un grupo de civiles amotinados, Batman se abalanza sobre él y cae por un precipicio. Solo Batman es salvado por Duke Thomas, dejando incierto el destino de Bestia.
El es contratado por Bane para derrotar a Batman asesinando a su protegido Nightwing. Batman lo acorrala después de que asesinó a su padre en la cabaña. Ha sido golpeado en el cuello, y Batman decide alejarse, dejando su destino desconocido una vez más. Más tarde se revela que KGBestia fue salvado por agentes del gobierno que habían estado observando su pelea desde la distancia.

## Otras versiones

### Flashpoint
En la línea de tiempo alternativa del evento Flashpoint, KGBestia está encarcelado en la prisión militar de Doom. Durante la fuga de la prisión, KGBestia es baleado por el oficial penitenciario Amazo.

### Amalgam Comics
La KGBestia se fusiona con Omega Rojo de Marvel Comics para conformar a Omega Beast.

## Aparición en otros medios

### Televisión
- KGBestia hace apariciones sin hablar en Liga de la Justicia Ilimitada. Esta versión es miembro de la Sociedad Secreta de Gorilla Grodd. Antes y durante el episodio "¡Vivo!", Lex Luthor toma el control de la Sociedad Secreta, pero Grodd organiza un motín. KGBestia inicialmente se pone del lado de este último antes de desertar al primero, solo para ser asesinado por Darkseid junto con la mayor parte de la Sociedad.
- Anatoly Knyazev aparece en Arrow, interpretado por David Nykl. Presentado en la segunda temporada, conoció a Oliver Queen en la isla de Lian Yu y recibió la ayuda de este último para escapar del Dr. Anthony Ivo. Más tarde, Queen buscó la ayuda de Knyazev para unirse a Bratva y matar al gángster ruso Kovar. En el presente, Queen ocasionalmente busca la ayuda de Knyazev para combatir el crimen de Star City. En la sexta temporada, Knyazev se une a la camarilla de Cayden James y lucha contra Queen hasta Ricardo Díaz usurpa a James en el final de la sexta temporada, lo que lleva a Knyazev a abandonar a Díaz por pelear sin honor. Después de esto, Knyazev vuelve a ser aliado de Queen, así como informante de A.R.G.U.S.. En la séptima temporada, Díaz busca vengarse de Knyazev por traicionarlo y mata a su unidad Bratva. Mientras Queen y su equipo salvan a Knyazev, él deja Star City poco después. En el episodio de la octava temporada, "Prochnost", Knyazev regresa a Rusia tras la muerte de Díaz y abre un bar. Más tarde ayuda a Queen, Laurel Lance y Mia Smoak a conseguir un arma que podría usarse en el Monitor mientras se enreda con una facción separada de Bratva. Knyazev hace su última aparición en el final de la serie, "Fadeout”, como invitado en el funeral de Queen después de que este último diera su vida para evitar la Crisis.
- KGBestia aparece en Harley Quinn, con la voz de Matt Oberg.

### Película
- KGBestia aparece brevemente en Batman: Assault on Arkham, con la voz de Nolan North. Aparece brevemente como un último recluta para el Escuadrón Suicida, después de ser capturado durante un ataque a una base militar. Cuando se despierta con el Escuadrón, cree que Amanda Waller está faroleando después de que ella les advierte de los pequeños nano-explosivos implantados en el cuello de cada miembro. Waller le permite salir solo para ejecutarlo inmediatamente con el explosivo para servir de advertencia a los demás miembros del Escuadrón si abandonan su misión.
- Anatoly Knyazev aparece en Batman v Superman: Dawn of Justice, interpretado por Callan Mulvey. Aparece como un mercenario, terrorista y traficante de armas que trabaja secretamente para Lex Luthor como su principal secuaz. Estaba en África haciendo negocios con terroristas africanos, pero los cruzó doblemente al matar a sus hombres cuando Superman llegó a la escena, siguiendo las órdenes de Luthor. Bruce Wayne lo ha vigilado y cuando estaba entregando la Kryptonita a Luthor, Batman lo persiguió por la Kryptonita solo para ser detenido por Superman, que tiene problemas con sus tácticas, lo que le permite a Knyazev entregar con éxito la Kryptonita a Luthor. Más tarde, Knyazev secuestra a Martha Kent siguiendo las instrucciones de Luthor de quemarla hasta la muerte en una hora, a menos que se ordene lo contrario, la retiene como rehén en un almacén con muchos hombres armados que vigilan el edificio, solo para que Batman los derrote a todos. El Caballero Oscuro dispara al tanque lanzallamas que llevaba puesto para rescatar a Martha de su agarre, con Knyazev atrapado en una explosión.

### Videojuegos
- KGBestia aparece en Batman. Su única aparición en el juego es en la etapa 1-2, aunque no es un jefe.[15] Es retratado como un ninja y ataca con una espada y shuriken.